# Kinakahalli, Yelandur
Kinakahalli là một làng thuộc tehsil Yelandur, huyện Chamarajanagar, bang Karnataka, Ấn Độ.